# Marsovi trojanci
Prvi Marsov trojanac, 5261 Eureka, otkriven je 20. lipnja 1990.
Do danas (srpanj 2007.) otkrivena su samo 4 marsova trojanca:
1. 5261 Eureka
2. 1998 VF31
3. 1999 UJ7
4. 2007 NS2

U srpnju 2007. je, nakon punih 8 godina, napokon otkriven i četvrti trojanac, a otkrili su ga braća Stefan i Aleksandar Cikota iz Zagreba i njihov mentor Reiner Stoss!

## Vanjske poveznice
- (engl.) List Of Martian Trojans
- Jutarnji.hr: Mladi hrvatski blizanci otkrili rijetki asteroid  Arhivirana inačica izvorne stranice od 27. rujna 2007. (Wayback Machine)